# Museo di Macao
Il Museo di Macao (in portoghese: Museu de Macau; in cinese: 澳門博物館) si trova nella città di Macao all'interno della Fortaleza do Monte, nel centro storico della città.
Il museo fu inaugurato il 18 aprile 1998 ed è dedicato alla storia e alla cultura di Macao: vi si trovano esposizioni di oggetti di alto valore storico e culturale che delineano la storia degli abitanti della ex colonia portoghese nei secoli. Il più interessante fra i susei di Macao, fornisce una documentazione a partire dall'epoca dall'arrivo dei primi mercanti portoghesi e dei missionari della Compagnia di Gesù. Le collezioni del II piano illustrano tradizioni e scene di vita quotidiana di epoca coloniale. Il museo si sviluppa su due piani sotterranei e su un piano terreno all'interno della fortezza militare costruita dai portoghesi a partire dal XVII secolo.